# Tégument (géologie)
Pour les articles homonymes, voir Tégument.
Le tégument est la partie inférieure d'une couverture sédimentaire reposant sur le socle et qui, lors de mouvements tectoniques, continue à y adhérer.